# Catedral metropolitana de Santa Ana
La Catedral Metropolitana de Santa Ana o la Catedral de Feira de Santana o bien Catedral de Santana (en portugués: Catedral Metropolitana de Sant'Ana) es el nombre que recibe un edificio religioso que pertenece a la Iglesia católica y se encuentra en la localidad de Feira de Santana en el municipio y región metropolitana del mismo nombre, parte del estado de Bahía en el país sudamericano de Brasil.
El templo sigue el rito romano y funciona como la catedral y sede arzobispal de la arquidiócesis de Feira de Santana (Archidioecesis Fori S. Annae) que fue creada en 1962 mediante la bula "Novae Ecclesiae" del papa Juan XXIII. Es además sede de la parroquia homónima, que se ubica específicamente en la calle Góes Calmon, barrio Centro, Plaza Monsenhor Renato de Andrade Galvão.
Esta bajo la responsabilidad pastoral del arzobispo Zanoni Demettino Castro.